# ハードサイエンス
ハードサイエンス（Hard science）とは通常自然科学、とりわけ 物理学や数学・計算機科学等を中心とする分野を表す呼称で、日本では理系にあたるが、ハードサイエンスと対峙するソフトサイエンスも含め、これらは知覚された方法論の厳密さ 、正確性、客観性に基づいて科学分野を比較するために使用される口語的用語    で、大まかな分類として 自然科学 （ 生物学、化学、物理学など ）を「ハードサイエンス」と見なし、社会科学 （経済学、心理学、社会学など ）は通常「ソフトサイエンス」と呼んでいる。  
正確な定義はさまざまで 、ハードサイエンスの特徴としてよく引用されるのはテスト可能な予測の生成、制御実験の実行、 定量化可能なデータと数学モデルに依存、高度な精度と客観性、より高いレベルのコンセンサス、より速い進行が含まれ、累積性、複製可能性および一般的に科学的方法のより純粋な形式の適用        などで、密接に関連した考え方（ オーギュスト・コントとの19世紀に由来）は科学の分野を厳格さ、「開発」およびそれらが基本的であるか適用されるかなどの要因に基づいて、ハードからソフトの階層に配置できるというもの  。 
科学哲学分野の哲学者や社会学者の中には 、これらの特性と知覚されるハードまたはソフトさとの関係に疑問を呈している人もおり、より「開発された」ハードサイエンスは必ずしも新しい結果を受け入れる際により大きなコンセンサスや選択性を持っているわけではなく、よく引用される方法の違いも信頼できる指標ではない。たとえば、心理学や社会学などの社会科学は数学モデルを広く使用しているが、通常はソフトサイエンスと見なされている 。ただし、ハードサイエンスとソフトサイエンスには測定可能といった違いがあり たとえば、ハードサイエンスはグラフ をより広範囲に使用し 、ソフトサイエンスはバズワードへ急速に陥りやすい傾向があるとされる。  
こうしたメタファーはソフトサイエンスを過度に非難していると批判されており、さまざまな分野に対して国民の認識、資金提供に不当な不均衡を生じさせているという。 

## 用語の歴史
「ハードサイエンス」および「ソフトサイエンス」という用語の起源はあいまいで 「ハードサイエンス」の最古の証言使用はアイデアの科学階層として早く発見されたのはフランス語での芸術の学会誌1858号 で掲載者哲学者オーギュスト・コント （1798‒1857）が天文学を最も一般的な科学として特定し 続いて物理学、化学、生物学、社会学を特定。この見解は非常に影響力があり、知的発達の程度と主題の複雑さに基づいて分野を分類することを目的としていた。  
ハードサイエンスとソフトサイエンスの現代的な区別は、 ジョン・R・プラットが科学で発表した1964年の記事に起因することがよくあり、一部の科学分野が他の科学分野よりも生産的であると考えた理由を調査したが、実際には用語自体は使用されず   その後の1967年、科学の社会学者ノーマンW.ストーラーが自然科学をハードとして、社会科学をソフトとして明確に区別。 彼は、分野が数学を使用する程度の観点からハードサイエンスを、時間とともに硬度が増加する科学分野の傾向を説明し、知識のより良い統合と組織化、誤りを検出する能力の改善など、硬度の増加の特徴を特定し、難解さが増す対象を学習する と定義した。 

## 実証的サポート
社会学者のスティーブン・コールは科学分野の階層に対して証拠を見つけようとする多くの実証研究を実施したが、知識の核心、成文化の程度、または研究資料の点で大きな違いを見つけることはできなかった。 彼が証拠として見つけた違いは、ソフトサイエンスの教科書がより最近の研究に依存する傾向を含んでいたが、ハードサイエンスの教科書の資料は時間とともにより一貫していたというもの。ただしこれは複数の測定値が同じ方向に向かう傾向を考慮せずに個々の測定値を調べ、学問の科学的状態を示すことができるすべて基準分析したものである。  
クリーブランド（1984）は57のジャーナルの調査を実施し、自然科学ジャーナルは数学や社会科学のジャーナルよりも多くのグラフを使用し、社会科学ジャーナルはグラフがない場合に大量の観測データを提示することが多いことを発見。 グラフに使用されるページ領域の量は0%から31%の範囲で、変動は主に、サイズではなく含まれるグラフの数によるもの。  7つの主要な科学分野のジャーナルのグラフのサンプルに基づいた2000年のスミスによるさらなる分析は、グラフの使用量が硬度と「ほぼ完全に」相関することを発見（r = 0.97）。また、階層が個々のフィールドに適用されることを示唆し、心理学の10のサブフィールドを使用して同じ結果を示した（r = 0.93）。  
Fanelli（2010）は、研究者のバイアスに対する制約が少ないため、「よりソフトな」科学でより良い結果を期待することを提案。 彼らは、仮説を検証した研究論文の中で、肯定的な結果の頻度は、知覚されるフィールドのハードさによって予測されることを発見。たとえば、社会科学全体では、生物科学を中間に置いて、物理科学と比較して肯定的な結果のオッズが2.3倍増加。彼らはこれが社会科学が科学的アプローチに従う限り、社会科学と自然科学は程度だけが異なるという考えを支持すると付け加えた。  
Fanelli（2013）は「コンセンサスを達成し、知識を蓄積する」分野の研究者の能力が科学の難しさとともに増加するかどうかをテストし、学術的コンセンサスの程度を示す測定を使用して12の分野から29,000の論文をサンプリング。3つの可能性（階層、ハード/ソフトの区別、または順序付けなし）のうち、結果は階層をサポートし、物理科学が最もよく機能し、続いて生物科学、そして社会科学が続いた。 結果は、数学や人文科学が含まれていたときだけでなく、分野内でも保持されていた。  

## 論争
コンセプトの批評家は、ソフトサイエンスが暗黙的に少ない「合法的な」科学分野であると考えられているまたはすべてで単に科学的ではないと主張。Natureの社説では、社会科学の発見は日常の経験と交差する可能性が高く、結果として「自明または取るに足りない」として却下される可能性があると述べている。1980年代、政治にも影響力を持つ学者サミュエルP.ハンティントンの米国科学アカデミーへの入場をブロックすることに成功 した数学者のセルジュ・ラングは「 疑似科学 」として「社会的欲求不満メーター」を所有し   2000年代後半の不況の間、社会科学は数学や自然科学と比較して、予算の削減を過度の目標としていた  米国の全米科学財団は、 政治学などの資金分野を完全に停止するよう提案された   。これらの事件は両方とも、ハードサイエンスとソフトサイエンスの区別からの批判的な議論を促した  。